# Гурульбинское сельское поселение
Се́льское поселе́ние «Гурульбинское» (бур. Гγрэльбын hомон) — муниципальное образование в Иволгинском районе Бурятии Российской Федерации.
Административный центр — село Гурульба.

## История
Статус и границы сельского поселения установлены Законом Республики Бурятия от 31 декабря 2004 года № 985-III «Об установлении границ, образовании и наделении статусом муниципальных образований в Республике Бурятия».

## Население
| 2002    | 2011    | 2012    | 2013    | 2014    | 2015    | 2016    |
| ------- | ------- | ------- | ------- | ------- | ------- | ------- |
| 2014    | ↗6569   | ↗6820   | ↗7509   | ↗8594   | ↗10 228 | ↗11 808 |
| 2017    | 2018    | 2019    | 2020    | 2021    | 2023    | 2024    |
| ↗13 208 | ↗14 266 | ↗15 331 | ↗16 648 | ↗20 138 | ↗21 253 | ↗22 691 |

## Состав сельского поселения
| № | Населённый пункт | Тип населённого пункта       | Население |
| - | ---------------- | ---------------------------- | --------- |
| 1 | Гурульба         | село, административный центр | ↗4535     |
| 2 | Поселье          | село                         | ↗15 603   |